# Niana Guerrero
Niana Jose Evidente Guerrero (sinh ngày 27 tháng 1 năm 2006) là một vũ công, ca sĩ và một YouTuber người Philippines. Cô được biết đến với những màn nhảy cover cùng anh trai Ranz Kyle.

## Cuộc sống và sự nghiệp
Niana Jose Evidente Guerrero là con gái của Niño Guerrero và Elcid Evidente. Cô có hai anh chị cùng cha khác mẹ, Ranz Kyle và Chelseah Hilary, từ mối quan hệ trước của mẹ cô, và một chị gái cùng cha khác mẹ, Niña Stephanie, từ mối quan hệ trước của cha cô. Cô có một em gái ruột, Natalia. Tất cả anh chị em của cô, bao gồm cả cô, đều là những nhà sáng tạo nội dung trên YouTube.
Cô xuất hiện lần đầu tiên trong bản cover nhạc dance "Teach Me How to Dougie" của Chicser vào năm 2011. Năm 2017, cô trở nên nổi tiếng trên YouTube với bản cover nhạc dance "Despacito" và đã thực hiện nhiều bản cover nhạc dance, đặc biệt là với Ranz Kyle kể từ đó. Vào tháng 11 năm 2019, cô tham gia sáng tạo nội dung tại TikTok, nơi cô thường đăng tải các video nhảy theo những bài nhạc hot trend qua từng năm. Cô là TikToker được theo dõi nhiều nhất tại Philippines khi cô đạt tới hơn 30 triệu người theo dõi.

## Điện ảnh
| Năm            | Chuơng trình              | Vai trò                          | Ghi chú                                       | Nguồn  |
| -------------- | ------------------------- | -------------------------------- | --------------------------------------------- | ------ |
| 2016; 2021–nay | ASAP Natin 'To            | Bản thân cô ấy (người biểu diễn) | Chương trình truyền hình đầu tiên cô tham gia | [ 9 ]  |
| 2018           | Good Morning              | Bản thân cô ấy                   | Khách mời cùng với Ranz Kyle                  |        |
| 2021           | Kapuso Mo, Jessica Soho   | Bản thân cô ấy                   | Khách mời cùng với Ranz Kyle                  |        |
| 2022; 2024     | It's Showtime             | Bản thân cô ấy                   | Khách mời                                     | [ 10 ] |
| 2024           | Fast Talk with Boy Abunda | Bản thân cô ấy                   | Khách mời phỏng vấn                           | [ 11 ] |

## Giải thưởng và đề cử
| Năm  | Trao giải                                                | Thể loại                                               | Đề cử                       | Kết quả   | Nguồn  |
| ---- | -------------------------------------------------------- | ------------------------------------------------------ | --------------------------- | --------- | ------ |
| 2019 | Kids Choice Awards 2019                                  | Ngôi sao Internet người Philipines được yêu thích nhất | YouTube, cùng với Ranz Kyle | Đoạt giải | [ 12 ] |
| 2020 | Hội Đồng Sáng Tạo và Người có ảnh hưởng nhất Philippines | Nhà vô địch giải trí                                   | YouTube, cùng với Ranz Kyle | Đoạt giải | [ 13 ] |
| 2020 | Hội Đồng Sáng Tạo và Người có ảnh hưởng nhất Philippines | Ngôi sao TikTok                                        | Bản thân cô ấy              | Đoạt giải | [ 13 ] |
| 2022 | Lễ trao giải Lasallianeta lần thứ 4                      | Người sáng tạo nội dung TikTok có ảnh hưởng lớn nhất   | TikTok                      | Đoạt giải | [ 14 ] |
| 2022 | Giải thưởng FAMAS lần thứ 70                             | Giải thưởng Thành tựu Thanh niên Moreno của Đức        | cùng với Ranz Kyle          | Đoạt giải | [ 15 ] |
| 2022 | TikTok PH xuất sắc nhất                                  | Người khởi tạo TikTok toàn cầu                         | Bản thân cô ấy              | Đoạt giải | [ 16 ] |
| 2023 | Kids Choice Awards 2023                                  | Nhà sáng tạo nội dung châu Á được yêu thích nhất       | Bản thân cô ấy              | Đề cử     | [ 17 ] |
| 2023 | Giải thưởng TikTok Philippines 2023                      | Người sáng tạo điệu nhảy của năm                       | Bản thân cô ấy              | Đoạt giải | [ 18 ] |